# 蒙特雷 (加利福尼亚州)
蒙特雷市（英語：City of Monterey）是美國加利福尼亞州蒙特雷县的城市，位于加州中部太平洋海岸上的蒙特雷湾。該市的名稱來自蒙特雷湾。
17世纪以前几乎没有外来者踏足这一地区，但随着西班牙发现美洲大陆并且对墨西哥开始殖民，新西班牙總督第五代蒙特瑞伯爵加斯帕·德·祖尼加1601年委任塞巴斯蒂安·比斯卡諾率領遠征隊製成一份詳細的海岸圖。1602年12月16日，比斯卡諾抵達蒙特雷湾，將其命名為Puerto de Monterrey（蒙特瑞港），以紀念蒙特瑞伯爵。Monterrey是西班牙Monterrei的另一拼法。
1821年以前这里属于西班牙帝国的新西班牙总督区的上加利福尼亚省，但由于远离大西洋海岸而且远离总督区的政治经济中心墨西哥城，所以该地一直很少有殖民者踏足。1821年墨西哥独立后成为墨西哥的上加利福尼亚地区的一部分，1846年加利福尼亚共和国从墨西哥独立，该共和国旋即加入美国，此地就成为美国加利福尼亚州的一部分。
1870年代，这里曾有华人定居，并在如今蒙特雷水族馆一带建有渔村，后来因为土地被出售和之后的1906年火灾而消失。自1905年开始，当地白人一直在庆祝一个名为Feast of Lanterns的节日，由于该地区的历史以及这个节日有文化挪用的特征，在大众的抗议下于2022年被永久取消。
截至2005年，该市共有人口30,641人。该市自1800年代后期就有大量艺术家居住，其渔业也十分出名。
Apple公司在2021年6月7日（美西時間）全球開發者大會發布的MacOS Monterey作業系統即以此城市命名。